# 永岁镇
永岁乡，是中华人民共和国广西壮族自治区桂林市全州县下辖的一个乡镇级行政单位。

## 行政区划
永岁乡下辖以下地区：
永岁村、滕家湾村、沙子湾村、湘山村、石岗村、梅潭村、双桥村、幕霞村、大岗村、港底村、大源屋村、罗家湾村、绕龙水村、鲁塘底村、长春塘村、南阳村和左江村。